# 17897 Gallardo
17897 Gallardo este un asteroid din centura principală de asteroizi.

## Descriere
17897 Gallardo este un asteroid din centura principală de asteroizi. A fost descoperit pe 19 martie 1999 la Stația Anderson Mesa în cadrul programului LONEOS. Asteroidul prezintă o orbită caracterizată de o semiaxă mare de 2,40 ua, o excentricitate de 0,13 și o înclinație de 1,5° în raport cu ecliptica.